# Себальос, Седрик
Седрик Себальос (англ. Cedric Ceballos; род. 2 августа 1969, Мауи, Гавайи) — бывший американский баскетболист, лёгкий форвард. Выступал в различных клубах НБА. Был выбран на драфте НБА 1990 года командой «Финикс Санз» под общим 48-м номером, выступал в НБА в 1990—2001 годах.

## Карьера
Карьеру начал в команде «Финикс Санз» в 1990 году, после того, как был выбран этой командой на драфте 1990 года под общим 48-м номером. В сезоне 1992-93 в составе «Финикса» лидировал в НБА по проценту попаданий с игры (57,6), а также дошёл с командой до финала НБА. В сезоне 1992 года выступал на «звёздном уикэнде», где победил в конкурсе по броскам сверху, забив с завязанными глазами.
В составе «Лейкерс» в сезоне 1994-95 лидировал по показателю набранных очков за игру (21,7) и по итогам сезона был выбран для участия в матче всех звёзд, однако из-за повреждения не смог принять в нём участия. В сезоне 1995-96 Себальос лидировал в составе «Лейкерс» по набранным очкам в среднем за матч (21,2), в том числе в сезоне 1995 года набрал более 50 очков за матч.
В 2002 году принял приглашение из израильского «Хапоэля» (Тель-Авив), однако после нескольких игр был отчислен. Затем перебрался в Россию, где подписал контракт с клубом «Локомотив» (Минеральные Воды). Также пытался закрепиться в чемпионате Филиппин по баскетболу.
В конце 2004 года подписал контракт с клубом «Лос-Анджелес Старз», представляющей Американскую баскетбольную ассоциацию. Позднее принял приглашение бывшего клуба «Финикс», на арене которой стал вести еженедельную передачу «Ничего кроме сетки» (англ. Nothin' but Net). Также вёл утреннюю музыкальную программу на радиостанции Arizona rhythm & blues MEGA (104,3 FM).
В марте 2007 года команда «Финикс Флэйм», представляющая международную баскетбольную лигу, объявила о подписании Себальоса для участия в сезоне открытия, однако практически сразу же пригласила его в качестве помощника тренера.
Себальос работал над собственным музыкальным альбомом, который назывался «B-Ball’s Best Kept Secret», который включал треки, посвященные баскетболистам начала 1990-х. Также помогал в выпуске треков для звезды хип-хопа Warren G в рамках альбома «Flow On». Вместе с другим игроком и участником матча всех звёзд НБА Дана Баррошем работали над треком «Ya Don’t Stop», принимал участие в работе рэперов Grand Puba, Sadat X, AG и Diamond D.
Седрик Себальос принимал участие в туре «Легенды США». 19 июня 2011 года «Легенды США» победили сборную всех звёзд Малайзии со счётом 97 — 79, а Себальос стал неофициальным MVP этого матча.
Позднее Себальос приобрел долю в команде «Аризона Скорпионс», представляющей Американскую баскетбольную ассоциацию, а также играл за неё.

## Статистика

### Статистика в НБА
| Сезон                                                                                    | Команда | Регулярный сезон | Регулярный сезон | Регулярный сезон | Регулярный сезон | Регулярный сезон | Регулярный сезон | Регулярный сезон | Регулярный сезон | Регулярный сезон | Регулярный сезон | Регулярный сезон | Серия плей-офф | Серия плей-офф | Серия плей-офф | Серия плей-офф | Серия плей-офф | Серия плей-офф | Серия плей-офф | Серия плей-офф | Серия плей-офф | Серия плей-офф | Серия плей-офф |
| Сезон                                                                                    | Команда | GP               | GS               | MPG              | FG%              | 3P%              | FT%              | RPG              | APG              | SPG              | BPG              | PPG              | GP             | GS             | MPG            | FG%            | 3P%            | FT%            | RPG            | APG            | SPG            | BPG            | PPG            |
| ---------------------------------------------------------------------------------------- | ------- | ---------------- | ---------------- | ---------------- | ---------------- | ---------------- | ---------------- | ---------------- | ---------------- | ---------------- | ---------------- | ---------------- | -------------- | -------------- | -------------- | -------------- | -------------- | -------------- | -------------- | -------------- | -------------- | -------------- | -------------- |
| 1990/91                                                                                  | Финикс  | 63               | 0                | 11,6             | 48,7             | 16,7             | 66,3             | 2,4              | 0,6              | 0,3              | 0,1              | 8,2              | 3              | 0              | 8,0            | 58,3           | -              | 33,3           | 1,7            | 0,7            | 0,7            | 0,0            | 5,3            |
| 1991/92                                                                                  | Финикс  | 64               | 4                | 11,4             | 48,2             | 16,7             | 73,6             | 2,4              | 0,8              | 0,3              | 0,2              | 7,2              | 8              | 8              | 23,5           | 55,0           | -              | 66,7           | 6,4            | 1,5            | 0,8            | 0,8            | 13,5           |
| 1992/93                                                                                  | Финикс  | 74               | 46               | 21,7             | 57,6             | 0,0              | 72,5             | 5,5              | 1,0              | 0,7              | 0,4              | 12,8             | 16             | 3              | 11,6           | 57,1           | -              | 72,7           | 2,3            | 0,8            | 0,3            | 0,4            | 6,0            |
| 1993/94                                                                                  | Финикс  | 53               | 43               | 30,2             | 53,5             | 0,0              | 72,4             | 6,5              | 1,7              | 1,1              | 0,4              | 19,1             | 10             | 8              | 21,2           | 46,2           | 0,0            | 83,3           | 4,4            | 0,8            | 0,8            | 0,2            | 10,1           |
| 1994/95                                                                                  | Лейкерс | 58               | 54               | 35,0             | 50,9             | 39,7             | 71,6             | 8,0              | 1,8              | 1,0              | 0,3              | 21,7             | 10             | 10             | 34,0           | 38,1           | 36,0           | 73,7           | 6,1            | 1,8            | 1,2            | 0,7            | 14,2           |
| 1995/96                                                                                  | Лейкерс | 78               | 71               | 33,7             | 53,0             | 27,7             | 80,4             | 6,9              | 1,5              | 1,2              | 0,3              | 21,2             | 4              | 4              | 35,5           | 48,4           | 31,3           | 91,7           | 8,3            | 1,3            | 1,0            | 0,3            | 19,0           |
| 1996/97                                                                                  | Лейкерс | 8                | 8                | 34,9             | 41,0             | 23,8             | 86,7             | 6,6              | 1,9              | 0,6              | 0,8              | 10,8             | Не участвовал  | Не участвовал  | Не участвовал  | Не участвовал  | Не участвовал  | Не участвовал  | Не участвовал  | Не участвовал  | Не участвовал  | Не участвовал  | Не участвовал  |
| 1996/97                                                                                  | Финикс  | 42               | 32               | 27,3             | 46,4             | 25,9             | 73,7             | 6,6              | 1,2              | 0,7              | 0,4              | 15,3             | 5              | 0              | 21,4           | 33,3           | 25,0           | 100,0          | 5,2            | 0,6            | 0,8            | 0,6            | 6,6            |
| 1997/98                                                                                  | Финикс  | 35               | 16               | 17,9             | 50,0             | 30,0             | 71,4             | 4,3              | 1,0              | 0,6              | 0,2              | 9,5              | Не участвовал  | Не участвовал  | Не участвовал  | Не участвовал  | Не участвовал  | Не участвовал  | Не участвовал  | Не участвовал  | Не участвовал  | Не участвовал  | Не участвовал  |
| 1997/98                                                                                  | Даллас  | 12               | 9                | 30,3             | 47,8             | 30,0             | 77,0             | 6,0              | 2,1              | 0,9              | 0,7              | 16,9             | Не участвовал  | Не участвовал  | Не участвовал  | Не участвовал  | Не участвовал  | Не участвовал  | Не участвовал  | Не участвовал  | Не участвовал  | Не участвовал  | Не участвовал  |
| 1998/99                                                                                  | Даллас  | 13               | 5                | 27,1             | 42,1             | 39,3             | 69,4             | 6,5              | 0,9              | 0,5              | 0,4              | 12,5             | Не участвовал  | Не участвовал  | Не участвовал  | Не участвовал  | Не участвовал  | Не участвовал  | Не участвовал  | Не участвовал  | Не участвовал  | Не участвовал  | Не участвовал  |
| 1999/00                                                                                  | Даллас  | 69               | 25               | 29,9             | 44,6             | 32,8             | 84,3             | 6,7              | 1,3              | 0,8              | 0,3              | 16,6             | Не участвовал  | Не участвовал  | Не участвовал  | Не участвовал  | Не участвовал  | Не участвовал  | Не участвовал  | Не участвовал  | Не участвовал  | Не участвовал  | Не участвовал  |
| 2000/01                                                                                  | Детройт | 13               | 0                | 12,8             | 39,4             | 27,5             | 80,0             | 2,0              | 0,5              | 0,5              | 0,2              | 5,8              | Не участвовал  | Не участвовал  | Не участвовал  | Не участвовал  | Не участвовал  | Не участвовал  | Не участвовал  | Не участвовал  | Не участвовал  | Не участвовал  | Не участвовал  |
| 2000/01                                                                                  | Майами  | 27               | 0                | 14,6             | 46,2             | 33,3             | 87,9             | 3,0              | 0,5              | 0,4              | 0,1              | 6,9              | 3              | 0              | 5,0            | 28,6           | -              | 50,0           | 2,0            | 0,3            | 0,0            | 0,0            | 1,7            |
|                                                                                          | Всего   | 609              | 313              | 24,2             | 50,0             | 30,9             | 75,3             | 5,3              | 1,2              | 0,7              | 0,3              | 14,3             | 59             | 33             | 20,6           | 46,6           | 32,5           | 74,3           | 4,5            | 1,1            | 0,7            | 0,4            | 9,8            |
| Наведите курсор мыши на аббревиатуры в заголовке таблицы, чтобы прочесть их расшифровку. |         |                  |                  |                  |                  |                  |                  |                  |                  |                  |                  |                  |                |                |                |                |                |                |                |                |                |                |                |

### Статистика в NCAA
| Сезон | Команда                    | Conf     | Class | GP | GS | MPG  | FG%  | 3P%  | FT%  | RPG  | APG | SPG | BPG | PPG  |
| --- | -------------------------- | -------- | ----- | -- | -- | ---- | ---- | ---- | ---- | ---- | --- | --- | --- | ---- |
| 1988/89 | Калифорния Стэйт Фуллертон | Big West | JR    | 29 | 29 | 34,0 | 44,2 | 27,6 | 67,2 | 8,8  | 1,5 | 1,6 | 0,3 | 21,2 |
| 1989/90 | Калифорния Стэйт Фуллертон | Big West | SR    | 29 | 28 | 36,9 | 48,5 | 32,3 | 67,0 | 12,5 | 1,7 | 1,6 | 0,5 | 23,1 |
| Всего | Всего                      | Всего    | Всего | 58 | 57 | 35,5 | 46,3 | 30,5 | 67,1 | 10,7 | 1,6 | 1,6 | 0,4 | 22,1 |
| Наведите курсор мыши на аббревиатуры в заголовке таблицы, чтобы прочесть их расшифровку Статистика приведена с сайта sports-reference.com |                            |          |       |    |    |      |      |      |      |      |     |     |     |      |